# Bonnie

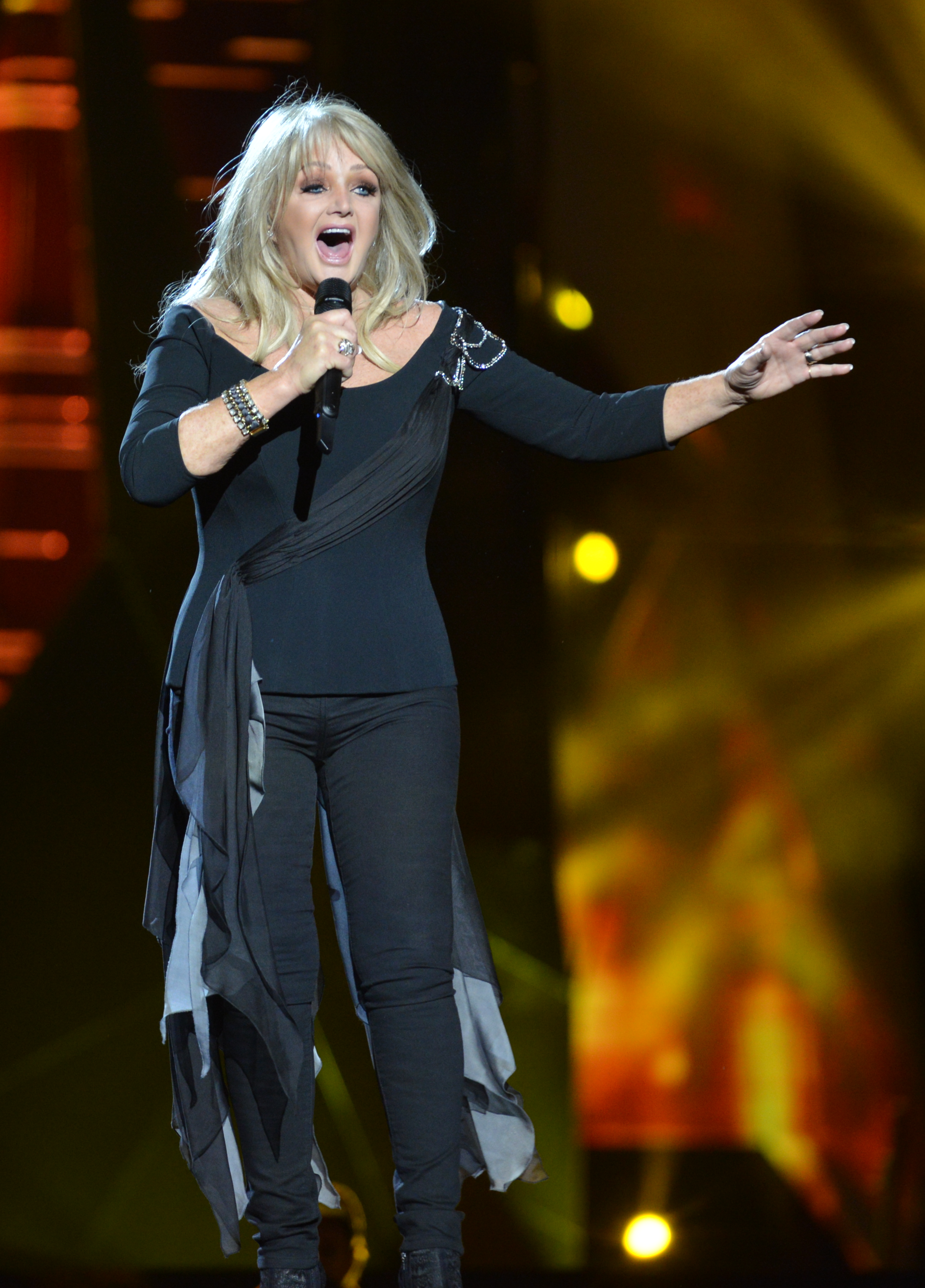
Bonnie Tyler

Kvinnonamnet Bonnie är bildat av det franska ordet bonne som betyder god. Namnet blev först populärt i Skottland, numera är det ganska vanligt även i USA. Bonnie är även ett skotskt adjektiv och betyder ungefär söt eller vacker.
Den 31 december 2014 fanns det totalt 668 kvinnor folkbokförda i Sverige med namnet Bonnie, varav 509 bar det som tilltalsnamn.
Namnsdag: saknas

## Personer med namnet Bonnie
- Bonnie Bedelia, amerikansk skådespelare
- Bonnie Bernström, svensk politiker (fp)
- Bonnie J. Dunbar, amerikansk astronaut
- Bonnie Dobson, kanadensisk sångerska
- Bonnie Guitar, amerikansk countrysångerska
- Bonnie Hellman, amerikansk skådespelare
- Bonnie Hunt, amerikansk skådespelare
- Bonnie Elizabeth Parker, (Bonnie och Clyde), amerikansk mytomspunnen brottsling
- Bonnie Raitt, amerikansk sångerska
- Bonnie Roupé, svensk entreprenör
- Bonnie Tyler, brittisk sångerska
- Bonnie Wright, brittisk skådespelare

## Fiktiva karaktärer med namnet Bonnie
- Kaninen Bonnie, ur skräckspelet Five Nights at Freddy's (är dock en hanne)